# Dactylanthera
Dactylanthera är ett släkte av orkidéer. Dactylanthera ingår i familjen orkidéer.
Kladogram enligt Catalogue of Life:
| Dactylanthera | \| \| Dactylanthera chevallieriana \| \| \| \| \| \| Dactylanthera fournieri \| \| \| \| \| \| Dactylanthera intermedia \| \| \| \| \| \| Dactylanthera martysiensis \| \| \| \| |
|               | \| \| Dactylanthera chevallieriana \| \| \| \| \| \| Dactylanthera fournieri \| \| \| \| \| \| Dactylanthera intermedia \| \| \| \| \| \| Dactylanthera martysiensis \| \| \| \| |
|               | Dactylanthera chevallieriana |
|               | |
|               | Dactylanthera fournieri |
|               | |
|               | Dactylanthera intermedia |
|               | |
|               | Dactylanthera martysiensis |
|               | |